# Pseudocheilinus evanidus
Pseudocheilinus evanidus là một loài cá biển thuộc chi Pseudocheilinus trong họ Cá bàng chài. Loài cá này được mô tả lần đầu tiên vào năm 1903.

## Từ nguyên
Tính từ định danh evanidus bắt nguồn từ tiếng Latinh có nghĩa là "biến mất", hàm ý đề cập đến sự chuyển từ màu đỏ gạch lúc còn sống sang màu nâu ở loài cá này, sau một năm ngâm mẫu vật trong rượu.

## Phạm vi phân bố và môi trường sống
P. evanidus có phạm vi phân bố rộng khắp Ấn Độ Dương - Thái Bình Dương. Từ nửa phía bắc Biển Đỏ và Socotra, P. evanidus được ghi nhận dọc theo vùng bờ biển Đông Phi, bao gồm Madagascar và tất cả các đảo quốc, bãi ngầm gần đó; từ bờ biển phía nam Ấn Độ, phạm vi của P. evanidus trải dài đến Lakshadweep, Sri Lanka, Maldives, Chagos, cũng như dọc theo bờ biển bang Tây Úc và các rạn san hô xung quanh, và từ quần đảo Mergui đến phía bắc đảo Sumatra; ở phạm vi phía đông, P. evanidus xuất hiện trên hầu hết vùng biển bao quanh các đảo quốc thuộc quần đảo Mã Lai và bờ biển phía đông Úc, mở rộng phạm vi đến hầu hết các đảo quốc, quần đảo thuộc châu Đại Dương; phía bắc trải dài đến vùng biển Nam Nhật Bản và quần đảo Hawaii.
P. evanidus sống gần các rạn san hô nhánh hoặc trên những vùng nền đáy đá dăm ở độ sâu đến ít nhất là 143 m (thường được quan sát ở độ sâu hơn 20 m).

## Mô tả
Chiều dài cơ thể tối đa được ghi nhận ở P. evanidus là 9 cm. Cơ thể có màu đỏ cam với nhiều sọc ngang màu trắng mờ ở hai bên thân. Bên dưới mắt có một vệt màu trắng xanh ánh bạc. Mống mắt màu đỏ cam. Có 3 cặp răng nanh ở hàm trên và một cặp ở hàm dưới. Các vây trong mờ, không màu.
Số gai ở vây lưng: 9; Số tia vây ở vây lưng: 11 - 13; Số gai ở vây hậu môn: 3; Số tia vây ở vây hậu môn: 9; Số tia vây ở vây ngực: 14. Gai thứ hai của vây hậu môn dài hơn gai thứ ba, là đặc điểm của chi Pseudocheilinus này

## Sinh thái và hành vi
P. evanidus thường sống đơn độc, nhưng cũng được quan sát là hợp thành nhóm khoảng 2-3 cá thể. Thức ăn là các loài thủy sinh không xương sống.
P. evanidus có khả năng phát huỳnh quang sinh học với ánh sáng màu đỏ. Ở các loài cá biển khác, vây ít khi phát quang, nhưng ở P. evanidus, toàn bộ cơ thể của chúng đều phát ánh sáng đỏ, bao gồm tất cả các vây. Một loài cá bàng chài khác cũng có thể phát huỳnh quang đỏ, là Paracheilinus octotaenia.
Loài cá này thường được đánh bắt bởi giới buôn bán cá cảnh, và cũng được xem là một hải sản ở một số nơi trong phạm vi của chúng.